# Молодёжь Таджикистана за возрождение Таджикистана
Движение «Молодёжь Таджикистана за возрождение Таджикистана» (тадж. Ҳаракати «Ҷавонони Тоҷикистон барои таҷаддуди Тоҷикистон») — оппозиционное общественно-политическое движение, основанное 14 июля 2014 года в столице России Москве, группой молодёжи из Таджикистана, в сотрудничестве с таджикским оппозиционером Умарали Кувватовым, который тогда являлся лидером движения «Группа 24», а также с Максудом Ибрагимовым и Кароматом Шариповым (по некоторым данным, в качестве консультанта).
Учредительное собрание движение состоялось в рабочем кабинете Каромата Шарипова — руководителя общественной организации «Таджикские трудовые мигранты». Во время собрания, лидером движения единогласно был избран Максуд Ибрагимов. По заявлению учредителей, целью движения является «продвижение и защита интересов двух миллионов граждан-мигрантов Таджикистана, выявление причин увеличения миграции из Таджикистана, борьба с режимом Эмомали Рахмона, а также создание процветающей страны без так называемого экспорта трудовых ресурсов Таджикистана».
Вскоре после основания движения, она привлекла интерес среди молодых мигрантов из Таджикистана, временно и постоянно проживающих в России. По словам лидера движения — Максуда Ибрагимова, «Одного человека сломать легко, но если мы — таджикистанцы находящиеся в России соберемся и станем единым целым, то нас невозможно сломать». Молодёжь из Таджикистана, находящаяся в России, и симпатизирующая к движению, жаловалась на социальное неравенство, отсутствии перспектив для молодёжи в Таджикистане, ущемлении их прав в России, а также на коррупцию в Таджикистане.
Лидерами и сторонниками движения планировалось официально зарегистрировать движение в Российской Федерации, а также легально издавать газеты собственного издания. В октябре 2014 года лидер движения Максуд Ибрагимов подал заявку о регистрации движения в Министерство юстиции Российской Федерации, но получил отказ. На официальном сайте движения «Группа 24» высказывалось мнение, что отказ в регистрации движения был получен из-за просьбы правительства Таджикистана, которое не хотело легализации движения.
Движение действует совместно с общественно-политическим движением «Группа 24». Так, сторонники и лидеры двух движений совершили турне по ряду российских городов, таких как Москва, Санкт-Петербург, Екатеринбург, Новосибирск, Самара, Кемерово, где встречались с таджикистанскими мигрантами, временно или постоянно проживающими в этих городах.
В октябре 2014 года Максуд Ибрагимов был объявлен Таджикистаном в международный розыск по обвинению в экстремизме. В ноябре 2014 года он получил ножевые ранения в Москве.
В июле 2015 года лидер и один из основателей движения Максуд Ибрагимов был приговорён в Таджикистане к 13 годам (по другим данным, к 17 годам) лишения свободы. Ибрагимов пропал в январе 2015 года в Москве, и через несколько недель объявился в Таджикистане. По информации родственников Ибрагимова, в январе 2015 года его задержали сотрудники полиции и доставили его Преображенскую прокуратуру города Москвы. Там Ибрагимовым было написано заявление о его похищении в ноябре, и он был отпущен. Как только он вышел из здания прокуратуры, на улице его ждали несколько неизвестных людей. Неизвестные заявили ему, что тот лишен гражданства РФ, и отобрали у него паспорт. После этого, Ибрагимова против его воли был отвезен в аэропорт, и в багажном отсеке отправлен в Душанбе. По прибытии его в столицу Таджикистана, под пытками был принуждён заявить о том, что прилетел в Таджикистан добровольно.
Максуд Ибрагимов был обвинён в участии в движении «Группа 24», но Ибрагимов отрицал и заявлял, что участвовал только в создании «Молодежного демократического движения за возрождение Таджикистана».
Кроме Ибрагимова, в России были задержаны и другие активисты и сторонники движения. Некоторые из них были отпущены.